# Bonfire
Bonfire er en samling med fem cd'er udgivet af hård-rock bandet AC/DC som en hyldest til deres tidligere forsanger Bon Scott. Bonfire indeholder fem cd'er. 

## Live from the Atlantic Studios
1. Live Wire – (live)
2. Problem Child – (live)
3. High Voltage – (live)
4. Hell Ain't A Bad Place To Be – (live)
5. Dog Eat Dog – (live)
6. Jack, The – (live)
7. Whole Lotta Rosie – (live)
8. Rocker – (live)

## Let There Be Rock: The Movie - Live in Paris, Part one
1. Live Wire – (live)
2. Shot Down In Flames – (live)
3. Hell Ain't A Bad Place To Be – (live)
4. Sin City – (live)
5. Walk All Over You – (live)
6. Bad Boy Boogie – (live)

## Let There Be Rock: The Movie - Live in Paris, Part two
1. Jack, The – (live)
2. Highway To Hell – (live)
3. Girls Got Rhythm – (live)
4. High Voltage – (live)
5. Whole Lotta Rosie – (live)
6. Rocker – (live)
7. T.N.T. – (live)
8. Let There Be Rock – (live)

## Volts
1. Dirty Eyes
2. Touch Too Much
3. If You Want Blood You Got It
4. Back Seat Confidential
5. Get It Hot
6. Sin City – (live, on ABC's "Midnight Special")
7. She's Got Balls – (live, from Bondi Lifesaver)
8. School Days
9. It's A Long Way To The Top (If You Wanna Rock N' Roll)
10. Ride On

## Back in Black
1. Hells Bells
2. Shoot To Thrill
3. What Do You Do For Money Honey
4. Given The Dog A Bone
5. Let Me Put My Love Into You
6. Back In Black
7. You Shook Me All Night Long
8. Have A Drink On Me
9. Shake A Leg
10. Rock And Roll Ain't Noise Pollution